# Bereslawka
Bereslawka (ukrainisch und russisch Береславка; früher Janiwka/Янівка – russisch Яновка/Janowka) ist ein Dorf in der Zentralukraine.

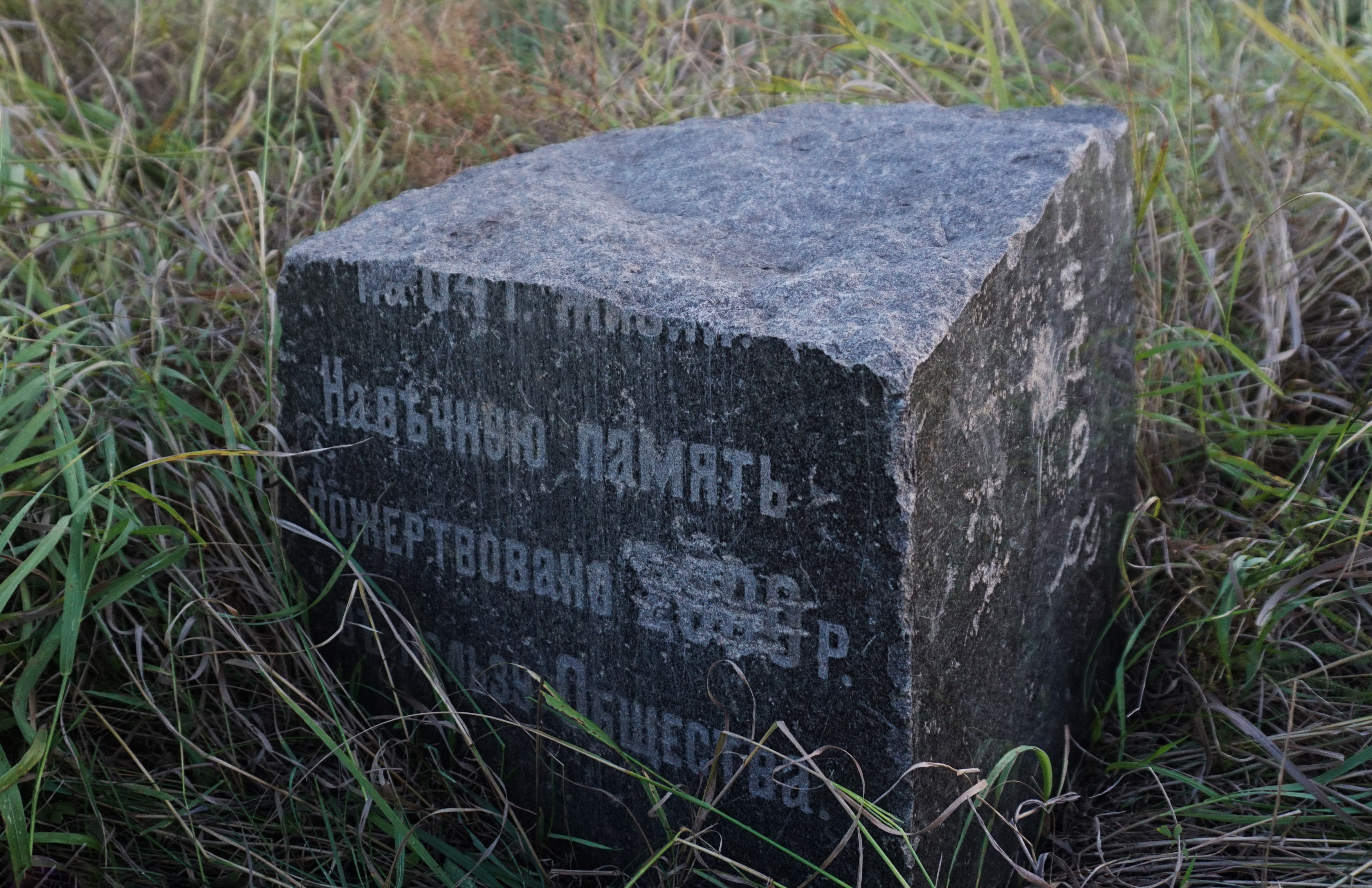
Grabstein auf Jüdischem Friedhof im Ort

Es befindet sich etwa 68 Kilometer südlich der Stadt Kropywnyzkyj in der Oblast Kirowohrad, Rajon Kropywnyzkyj in einer Talsenke des Baches Stepiwka (Степівка) gelegen.
Der Ort wurde als Kolonie im 19. Jahrhundert gegründet und ist der Geburtsort Leo Trotzkis.
Am 12. Juni 2020 wurde das Dorf ein Teil neugegründeten Landgemeinde Ketryssaniwka, bis dahin war es Teil der Landratsgemeinde Wassyliwka (Василівська сільська рада/Wassyliwska silska rada) im Südosten des Rajons Bobrynez.
Am 17. Juli 2020 kam es im Zuge einer großen Rajonsreform zum Anschluss des Rajonsgebietes an den Rajon Kropywnyzkyj.